# Heteroscada ethica
Heteroscada ethica är en fjärilsart som beskrevs av William Chapman Hewitson 1861. Heteroscada ethica ingår i släktet Heteroscada och familjen praktfjärilar. Inga underarter finns listade i Catalogue of Life.